# 赤土峠
赤土峠（あかつちとうげ）は、高知県高岡郡佐川町と高知県高岡郡越知町の間にある峠。

## 歴史
- 1952年（昭和27年） - 改良工事着工
- 1957年（昭和32年） - 赤土トンネル（延長385m）開通
- 1983年（昭和58年）3月24日 - 赤土歩道トンネル（延長535m、幅員3m）完成

## 伝承
土佐藩の脱藩志士集合の地として知られる。元治元年（1864年）8月14日、浜田辰弥（後の田中光顕）のほか、那須盛馬、橋本鉄猪、池大六、伊原応輔の5名が脱藩を決意して集まったのが赤土峠である。その後、仁淀川を舟で下り、黒森越えをして脱藩した。赤土峠の頂上には「脱藩志士集合之地」の記念碑がある。記念碑には、『真心のあかつち坂に忍びあい生きてかえらぬ誓いなしてき』と刻まれている。